# 维多利亚·路易丝级防护巡洋舰
维多利亚·路易丝级防护巡洋舰（德語：Victoria-Louise-Klasse）是德意志帝国海军建造的最后一个防护巡洋舰船级。该船级由首舰维多利亚·路易丝号、赫塔号、弗蕾亚号、菲内塔号和末舰汉萨号所共同组成。它们的设计引入了飞剪式和撞角式舰艏的结合，以及后来的德国装甲巡洋舰的典型特征。这些舰只于1895至1896年架设龙骨，1897至1898年下水，并于一年后投入舰队使用。
同级前三艘舰的全长为110.6米，满载排水量为6491吨；菲内塔号和汉萨号的设计略有改进，它们的全长为110.5米，满载排水量为6705吨。全部五艘舰都配备了两门210毫米40倍径和八门150毫米40倍径速射炮作为主舰炮。前三艘舰的最高速度为19.5节；后两艘略慢，速度为18.5节。而安装在弗蕾亚号的尼克劳斯型锅炉发生的问题则促使德国海军在未来的军舰上都采用标准化锅炉型号。
维多利亚·路易丝级舰只曾在德国舰队的不同部门中服役，其中包括美洲基地、东亚分舰队和练习舰队。赫塔号和汉萨号于1900年协助镇压了中国的义和团运动，菲内塔号则参与了1902—1903年的委内瑞拉危机。全部五艘舰都于1905年至1911年间进行了现代化改造，然后担任供海军学员使用的教练船。当第一次世界大战于1914年8月爆发时，它们曾被动员至第五侦察集群，但很快就从前线服务中撤出。在战争的剩余时间里，它们担任过各种次要角色。战争结束后，维多利亚·路易丝号被改装成商船，后于1923年报废。其余四艘舰则于1920—1921年拆解。

## 发展

赫塔号石版画

在19世纪90年代初，研究舰队未来的发展方向成为德意志帝国海军的一大课题。此前的构想是专门为海岸防御而设计，因此非常明确的建造了齐格弗里德级岸防舰。与此同时，作为当时最具现代化的铁甲舰，勃兰登堡级舰只也正在建造中。此外，奥古斯塔皇后号也于1892年1月15日下水，这是帝国海军的首艘防护巡洋舰。对于国家海军办公室和海军总司令部、甚至是对海军有极大热忱的德皇威廉二世而言，单纯的海岸防御已经无法满足需求。自1892年起担任海军总司令部参谋长的阿尔弗雷德·冯·提尔皮茨倾向于打造一支战列舰队；然而国家海军办公室和皇帝则认为，一旦发生战争，应由巡洋舰来主导大洋破交战并切断对手的后勤物资供应。
根据对海军建设战略的不同意见，所建造的巡洋舰类别也不尽相同。尽管海军总司令部寻求开发一种排水量约为3,000公噸（3,000長噸）的巡洋舰类别（称为三等巡洋舰），但国家海军办公室更青睐基于奥古斯塔皇后号设计的防护巡洋舰（二等巡洋舰）、以及根据燕子号进一步发展的无防护巡洋舰（四等巡洋舰）。这些设想也通过海军少将威廉·冯·比克泽尔得到落实，他在临时掌管国家海军办公室期间制定了以他命名的“比克泽尔计划”（Büchsel-Plan），其中特别强调了组建巡洋舰队以及提供三十艘维多利亚·路易丝级舰只。随着提尔皮茨于1897年6月出任国家海军办公室的国务大臣，对比克泽尔计划进行修订成为了他的首要任务之一，并通过1898年3月起生效的第一部《舰队法》得到解决。然而，维多利亚·路易丝级舰只此时已从船台中下水，它们在此后成为了提尔皮茨计划的负担。
作为对奥古斯塔皇后号的衔接，新防护巡洋舰的建造计划始于1890年代。用于新造K舰（后来的赫塔号）和L舰（维多利亚·路易丝号）的首笔费用提呈帝国议会审议，计划使用1890－91年度的政府预算，并得到批准。但当次年提呈第二笔费用时，由于存在前述问题和考虑因素，舰只尚未开工建设。因此，帝国议会不仅否决了第二笔费用，甚至还撤回了已批准的第一笔费用。重新提呈用于K舰的第一笔费用草案于1892－93年度和1893－94年度政府预算中均被驳回，在随后的一个财年，帝国海军甚至放弃了新的申请。相关请求至1895－96年度的预算中才再次提出，并在首笔费用中扩展加入了用于L舰和弗蕾亚代舰（后来的弗蕾亚号）资金。由于草案此时已经可以获得巡洋舰的官方蓝图，帝国议会批准了全部三艘舰的建造，然后是其余两艘新造M舰（菲内塔号）和N舰（汉萨号）可以随后在下一财年建造。对于另外两个单位，O舰和P舰，原本计划申请使用1897－98年度的预算，但被帝国议会否决。进一步的草案不再提交，这除了已遭否决外，还因为国家海军办公室的原负责人、海军上将弗里德里希·冯·霍尔曼已经辞职，其职位由提尔皮茨接任。

## 设计

### 整体特征

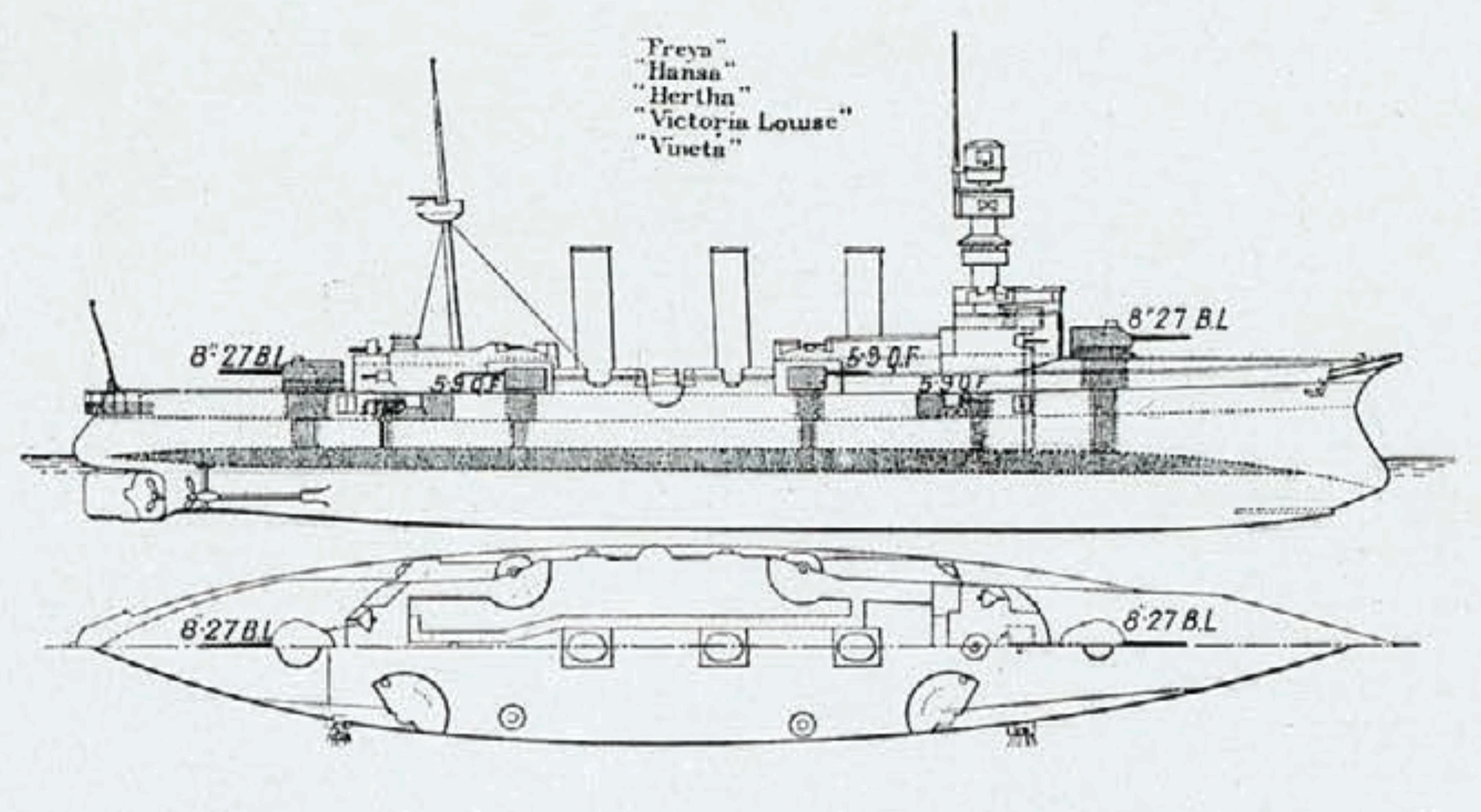
维多利亚·路易丝级舰只线条画

维多利亚·路易丝级的前三艘舰——维多利亚·路易丝号、赫塔号和弗蕾亚号的水线长度和全长分别为109.1（357英尺11英寸）和110.6（362英尺10英寸），有17.4（57英尺1英寸）的舷宽，以及6.58（21英尺7英寸）的前吃水和6.93（22英尺9英寸）的后吃水。它们的设计排水量为5,660公噸（5,570長噸），满载排水量则可达6,491公噸（6,388長噸）。菲内塔号和汉萨号的尺寸略有区别；它们的水线长度和全长分别为109.5（359英尺3英寸）和110.5（362英尺6英寸），有17.6（57英尺9英寸）的舷宽，以及7.08（23英尺3英寸）的前吃水和7.34（24英尺1英寸）的后吃水。它们的排水量也较前三艘舰高，设计为5,885公噸（5,792長噸）、满载为6,705公噸（6,599長噸）。
船体采用横向和纵向钢框架构造；外墙由单层木板组成，表面再覆以延伸至水线上方1（3英尺3英寸）的芒茨合金包板，以防止积垢。而维多利亚·路易丝号、赫塔号和弗蕾亚号在后来则移除了这种包板。船体分为十二个水密舱室，其后减少为十一个，但弗蕾亚号除外。船体还包含一个占龙骨长度比重为60%的双层船底。这些舰只的设计为后来的装甲巡洋舰（大巡洋舰）开创了先例，它们具有大型、庞杂的舷侧，以及结合了飞剪式和撞角式的舰艏。
维多利亚·路易丝级舰只的标准船员编制为31名军官和446名水兵，在作为副司令旗舰时再可增加9名军官和41名水兵。在重建为教练船后，整体编制被大幅扩充为26名军官和658名水兵，以容纳受训人员，其中75名为海军学员，300名为船舱学徒。这些舰只配备有许多小型舰载艇，包括3艘哨艇、1艘机动艇、1艘大舢板、2艘小汽艇、2艘高低桅帆船和3艘小划艇。在现代化改造后，这些舰载艇有了显著的改变；哨艇的数量减少为1艘，增加了1艘驳船和1艘机动艇，小划艇被移除，另增加了5艘小汽艇。
这些舰只被视为良好的远洋船具；由于艏艛较高，它们的运动平稳，且不易被打湿。然而，由于其巨大的舰艛，它们在顺风航行时有纵摇倾向，并在强风中有严重的偏航。若不使用中心轴，舰只将难以操纵。它们在顶头浪或满舵的情况下仅有10%的速度损失。此外，随着底层的煤舱被清空，舰只会变得愈发不稳定；在空舱状态下，舰只于急转弯时的倾侧高达15°。这一问题在1905年至1911年间的现代化改造中得到解决。它们的横向稳心高度为0.56至0.73米（1英尺10英寸至2英尺5英寸）。刚竣工时，这些舰只的内部极热，以至于在入役前必须改善通风条件。

### 机械装置
全部五艘同级舰的推进系统均由伏尔铿公司生产的三台立式四缸三胀式蒸汽机所组成。除汉萨号外，舰只的蒸汽由来自不同厂家的十二台燃煤锅炉提供。其中维多利亚·路易丝号和菲内塔号的锅炉来自杜尔，弗蕾亚号采用尼克劳斯锅炉以及赫塔号为贝尔维尔锅炉。汉萨号则配备了十八台贝尔维尔横向锅炉。在实际运用中，弗蕾亚号的尼克劳斯锅炉被证明是极其麻烦，这使得帝国海军在未来的舰只中统一仅采用舒尔茨-桑尼克罗夫特或船用式锅炉。在1905年至1911年的现代化改造中，这些舰只均重装备为船用式横向锅炉。维多利亚·路易丝级舰只最初有三座烟囱，但经过改装后，锅炉被集成至两座烟囱。
维多利亚·路易丝级舰只的额定功率为10,000匹指示馬力（7,500千瓦特），前三艘舰的最高速度为19.5節（36.1每小時），后两艘舰的最高速度为18.5節（34.3每小時）。建成时，这些舰只最高可搭载950公噸（930長噸）燃煤，这使得它们可以12節（22每小時）的速度航行3,412海里（6,319）。在1905－1911年安装了更高效的船用式锅炉后，同样速度下的巡航范围得以增至3,840海里（7,110）。维多利亚·路易丝号和赫塔号装备了四台发电机，可在110伏特的电压下输出224至271千瓦特（300至363匹馬力）的总电功率；后三艘舰设有三台发电机，在110伏特电压下的总电功率为169至183千瓦特（227至245匹馬力）。转向通过大型单舵控制。

### 武器及装甲

弗蕾亚号，展示了主炮和副炮的布局

维多利亚·路易丝级舰只的主舰炮包括两门安装在单座炮塔上的210毫米40倍径速射炮，舰艏、舰艉各一门。每炮各共提供58发弹药，射程为16,300（17,800碼）。八门150毫米40倍径速射炮使攻击性的武器装备更为完善；其中四门安装在舰舯的炮塔上，另外四门则置于炮廓内。这些炮支的射程为13,700（15,000碼）。有两门150毫米炮在改装时被移除。
舰只同样搭载有十门88毫米30倍径速射炮，并在现代化改造的过程中增加了第十一门。当时还增加了三门长管的88毫米35倍径速射炮。火炮武器通过十挺机炮得到完善，但它们均在改装期间移除。这些舰只还标配搭载有三具450（17.7英寸）鱼雷管和八枚鱼雷；其中两具发射器安装在舷侧，第三具设于舰艏，均浸没在水线以下。1916年，所有同级舰都被解除武装，但弗蕾亚号除外，它重新配备了一门150毫米炮、四门105毫米45倍径速射炮，以及十四门30或35倍径的88毫米炮，以用作炮术教练船。
维多利亚·路易丝级舰只的装甲由克虏伯渗碳钢组成。主甲板和斜面分别有40（1.6英寸）和100（3.9英寸）厚。前司令塔具有150（5.9英寸）厚的侧部和30（1.2英寸）厚的顶部；后司令塔则仅设弹碎保护，侧部厚度只有12（0.47英寸）。210毫米和150毫米炮的炮塔有100毫米厚的侧部和30毫米厚的顶部。炮廓也获得了100毫米厚的装甲保护。此外，这些舰只还配备有木栓隔离舱。

## 建造

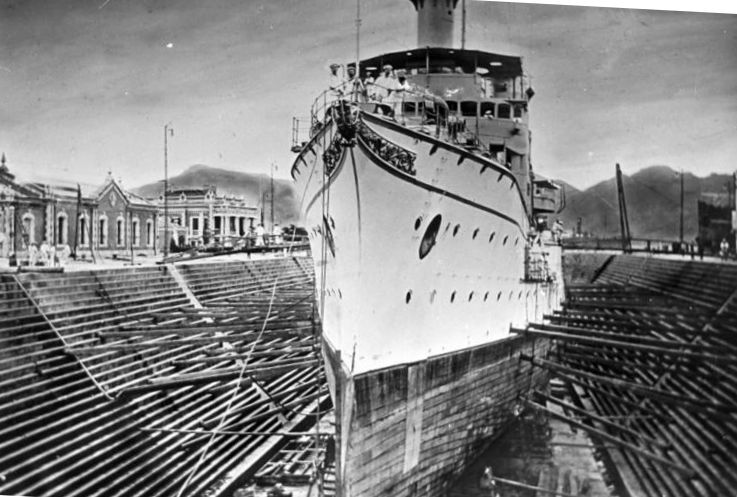
汉萨号于伏尔铿船厂的旱坞

维多利亚·路易丝号于1895年在不来梅的威悉船厂开始架设龙骨，建造编号为116。它于1897年3月29日下水，至1899年2月20日投入舰队服役。帝国政府共为此支付了10714000金马克。赫塔号的建造始于1895年，它是在斯德丁的伏尔铿船厂架设龙骨，建造编号为233。它于1897年4月14日下水，至1898年7月23日竣工，成为第一艘投入使用的同级舰。其建造成本为9932000金马克。弗蕾亚号的龙骨于1895年在但泽的帝国船厂架设。它于1897年4月27日下水，至1898年10月20日入役，建造费用为11094000金马克。
菲内塔号于1896年在但泽的帝国船厂开建。它于1897年12月9日下水，至1899年9月13日投入舰队，建造成本为10714000金马克。汉萨号作为同级的末舰，于1896年在斯德丁的伏尔铿船厂开始架设龙骨，建造编号为235。它于1898年3月12日下水，至1899年4月20日投入使用，建造费用为10270000马克。维多利亚·路易丝号和汉萨号分别于1906－1908年和1907－1909年在基尔的帝国船厂进行重建。另外三艘舰则是在但泽的帝国船厂进行重建：其中赫塔号的工期为1906－1908年、弗蕾亚号为1905－1907年，以及菲内塔号为1909－1911年。弗蕾亚号于1911－1913年在但泽的帝国船厂再次进行改造，而汉萨号也于1915年在基尔帝国船厂作二度重建。

### 同级舰
| 舰只              | 造船厂           | 命名来源            | 架设日期 | 下水日期      | 入役日期       | 结局                   |
| ----------------- | ---------------- | ------------------- | -------- | ------------- | -------------- | ---------------------- |
| 维多利亚·路易丝号 | 不来梅威悉船厂   | 维多利亚·路易丝公主 | 1895年   | 1897年3月29日 | 1899年2月20日  | 1923年于但泽拆解报废   |
| 赫塔号            | 斯德丁伏尔铿船厂 | 赫塔                | 1895年   | 1897年4月14日 | 1898年7月23日  | 1920年于伦茨堡拆解报废 |
| 弗蕾亚号          | 但泽帝国船厂     | 弗蕾亚              | 1895年   | 1897年4月27日 | 1898年10月28日 | 1921年于汉堡拆解报废   |
| 菲内塔号          | 但泽帝国船厂     | 菲内塔              | 1896年   | 1897年12月9日 | 1899年9月13日  | 1920年于汉堡拆解报废   |
| 汉萨号            | 斯德丁伏尔铿船厂 | 汉萨同盟            | 1896年   | 1898年3月12日 | 1899年4月20日  | 1920年于伦茨堡拆解报废 |

## 服役历史

### 维多利亚·路易丝号
维多利亚·路易丝号在职业生涯的前七年都跟随练习舰队（后称活动战列舰队）服役。在此期间，它于1901年代表德国参加了英国女王维多利亚的丧礼。1906年，舰只进行了现代化改造，并自1908年起被用作海军学员的教练船。它曾于1909年出访美国，然后在第一次世界大战爆发时被动员至公海舰队的第五侦察集群。1914年10月，英国潜艇E1号袭击了该舰，但未获成功，随后它于当年底撤出现役。在战争的剩余时间里，它都被用作布雷舰或驻但泽的宿营船。维多利亚·路易斯号于1919年出售，并于次年被改造为货船使用，直至1923年才拆解报废。

### 赫塔号

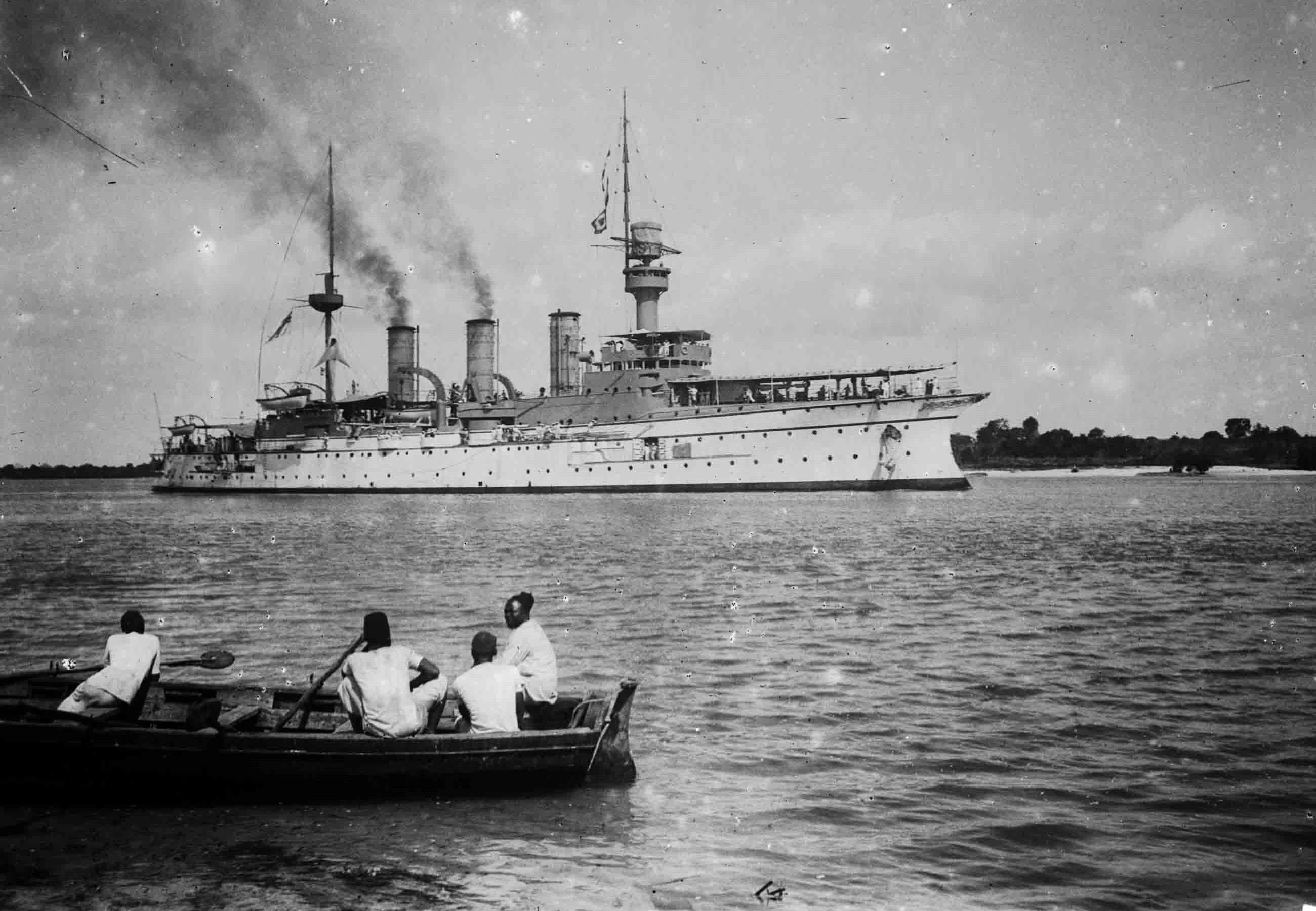
赫塔号于达累斯萨拉姆

赫塔号在职业生涯的前六年是在东亚分舰队服役，并于1900年曾短暂担任分舰队的旗舰。在1900年的义和团运动期间，它曾向占领大沽炮台的部队派遣一支登陆小队。1905年回到德国后，舰只于1908年完成改造，继而开始担任教练船。它进行了一系列的训练巡航，期间一些著名的军官都曾作为学员在舰上学习，其中包括卡尔·邓尼茨和恩斯特·林德曼。第一次世界大战爆发时，它被动员至第五侦察集群，但只是短暂的担任过前线任务。赫塔号于1915年后被用作宿营船，并最终于1920年出售拆解。

### 弗蕾亚号
弗蕾亚号于职业生涯的最初几年都在德国服役，而不是像其多数姊妹舰一样被部署至海外基地。结果，它在舰队中的役期平淡无奇。在1905－1907年的现代化改造后，弗蕾亚号被用作海军学员的教练船，其学员包括有君特·吕特晏斯。在1908年出访加拿大期间，它不慎撞沉了一艘加籍双桅纵帆船，造成后者9名船员罹难。当第一次世界大战爆发时，弗蕾亚号被动员至第五侦察集群，但只是短暂的担任过前线任务。它于1915年后被用作宿营船，并最终于1921年出售拆解。

### 菲内塔号
菲内塔号于职业生涯的前几年是在美洲基地服役。在此期间，它曾参与1902－1903年的委内瑞拉危机，并炮击了几个委内瑞拉要塞。它于1905年返回德国，并自1908年起担任鱼雷教练船。舰只于1909－1911年间进行了现代化改造，之后被用作海军学员的教练船。1912年11月，它参加了反对第一次巴尔干战争的国际海军抗议活动。当第一次世界大战爆发时，菲内塔号随同姊妹舰被动员至第五侦察集群，但只是短暂的担任过前线任务。它于1915年后被用作宿营船，并最终于1920年出售拆解。

### 汉萨号
汉萨号在职业生涯的前六年是在东亚分舰队服役。与赫塔号一起，它曾在1900年的义和团运动期间曾向占领大沽炮台的部队派遣过一支登陆小队。1904年8月，它又在黄海海战后被指定为扣押俄国战列舰皇太子号的舰只之一。在1906年返回德国后，它于1909年完成改造，继而被用作教练船。当第一次世界大战爆发时，汉萨号被动员至第五侦察集群，但只是短暂的担任过前线任务。它于1915年后被用作宿营船，并最终于1920年出售拆解。